# Lescure-d'Albigeois
Pour les articles homonymes, voir Lescure.
Lescure-d'Albigeois est une commune française située dans le département du Tarn, en région Occitanie. Sur le plan historique et culturel, la commune est dans l'Albigeois, une région naturelle agricole correspondant aux environs de la ville d’Albi.
Exposée à un climat océanique altéré, elle est drainée par le Tarn, le ruisseau de Coules, le ruisseau de la Baïsse et par divers autres petits cours d'eau. La commune possède un patrimoine naturel remarquable composé d'une zone naturelle d'intérêt écologique, faunistique et floristique.
Lescure-d'Albigeois est une commune urbaine qui compte 4 585 habitants en 2022, après avoir connu une forte hausse de la population depuis 1962. Elle est dans l'agglomération d'Albi et fait partie de l'aire d'attraction d'Albi. Ses habitants sont appelés les Lescuriens ou  Lescuriennes.

## Géographie

### Localisation
Commune de l'agglomération d'Albi, à 6 km au nord-est d'Albi en pays Albigeois.

### Communes limitrophes
Lescure-d'Albigeois est limitrophe de six autres communes.
Les communes limitrophes sont  Albi, Arthès, Cagnac-les-Mines, Le Garric, Saint-Juéry et Saussenac.
|                  | Le Garric           | Saussenac   |
| Cagnac-les-Mines | Lescure-d'Albigeois | Arthès      |
|                  | Albi                | Saint-Juéry |

### Géologie et relief
La superficie de la commune est de 1 418 hectares ; son altitude varie de 154  à   302 mètres.

### Transports
La commune de Lescure-d'Albigeois est desservie par la ligne B du réseau urbain Albibus, qui la relie au centre-ville d'Albi et à Saint-Juéry. La commune est également desservie par des nombreuses lignes régulières du réseau régional liO : la ligne 701 la relie à Albi et à Mirandol-Bourgnounac ; la ligne 706 la relie à Albi et à Réquista ; la ligne 711 la relie à Albi et à Carmaux ; la ligne 716 la relie à Albi et à Valence-d'Albigeois.
Accès par la route nationale 88 et la RD 903.

### Hydrographie
La commune est dans le bassin de la Garonne, au sein du bassin hydrographique Adour-Garonne. Elle est drainée par le Tarn, le ruisseau de Coules, le ruisseau de la Baïsse, un bras du Tarn, le ruisseau du Vergnas, le ruisseau Riols et par divers petits cours d'eau, qui constituent un réseau hydrographique de 13 km de longueur totale,.
Le Tarn, d'une longueur totale de 380 km, prend sa source sur le mont Lozère, dans le nord de la commune du Pont de Montvert - Sud Mont Lozère en Lozère, et se jette dans la Garonne à Saint-Nicolas-de-la-Grave, en Tarn-et-Garonne.
Le ruisseau de Coules, d'une longueur totale de 14,8 km, prend sa source dans la commune de Saussenac et s'écoule du nord-est au sud-ouest. Il traverse la commune et se jette dans le Tarn sur le territoire communal, après avoir traversé 4 communes.

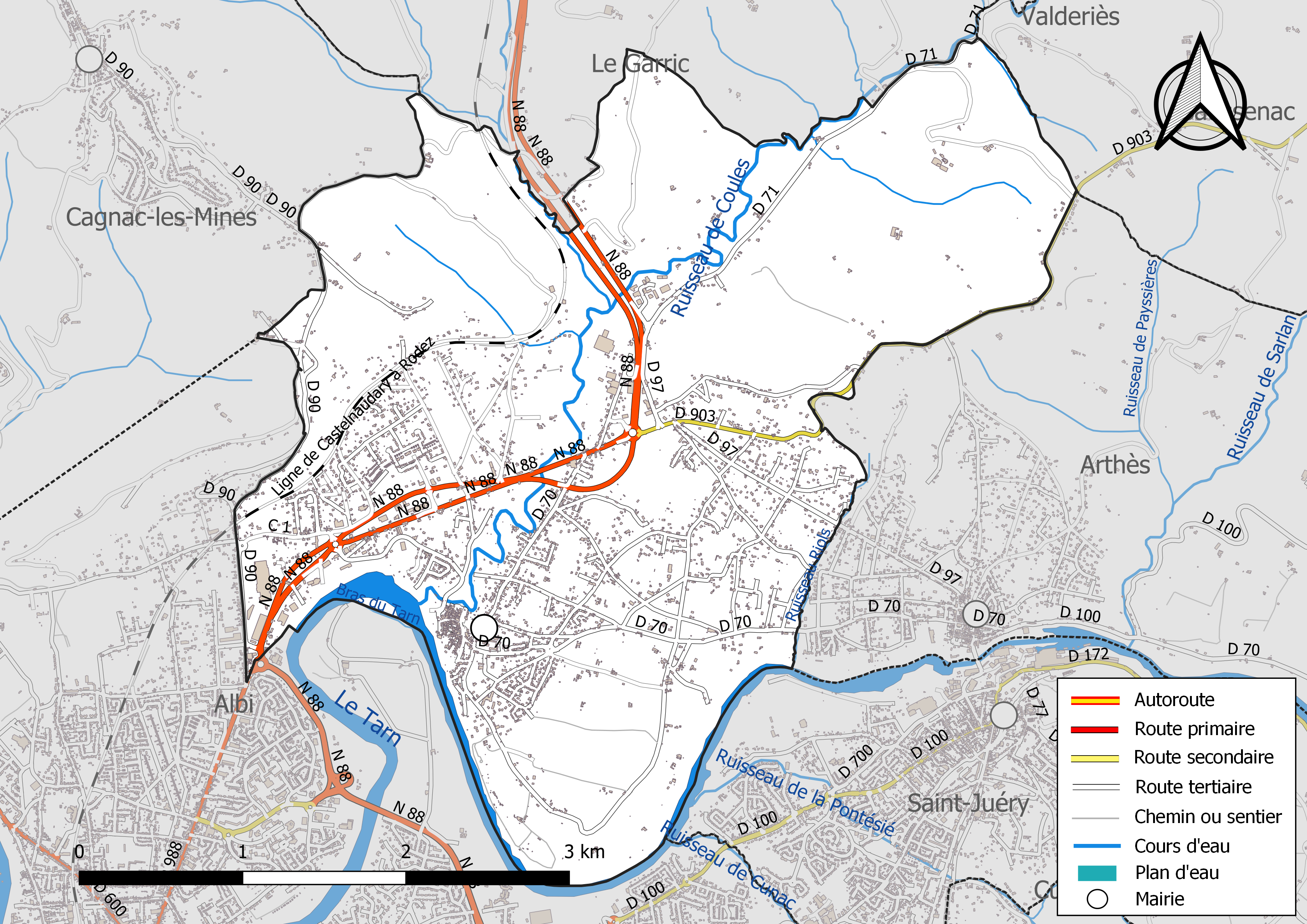
Réseaux hydrographique et routier de Lescure-d'Albigeois.

### Climat
Pour des articles plus généraux, voir Climat de l'Occitanie et Climat du Tarn.
En 2010, le climat de la commune est de type climat du Bassin du Sud-Ouest, selon une étude du Centre national de la recherche scientifique s'appuyant sur une série de données couvrant la période 1971-2000. En 2020, Météo-France publie une typologie des climats de la France métropolitaine dans laquelle la commune est exposée à un climat océanique altéré et est dans une zone de transition entre les régions climatiques « Aquitaine, Gascogne » et « Sud-est du Massif Central ».
Pour la période 1971-2000, la température annuelle moyenne est de 13,2 °C, avec une amplitude thermique annuelle de 16,2 °C. Le cumul annuel moyen de précipitations est de 802 mm, avec 10,1 jours de précipitations en janvier et 5,6 jours en juillet. Pour la période 1991-2020, la température moyenne annuelle observée sur la station météorologique de Météo-France la plus proche, « Albi », sur la commune du Sequestre à 7 km à vol d'oiseau, est de 13,8 °C et le cumul annuel moyen de précipitations est de 733,9 mm. 
La température maximale relevée sur cette station est de 42,3 °C, atteinte le 23 août 2023 ; la température minimale est de −20,4 °C, atteinte le 16 janvier 1985,,.
Les paramètres climatiques de la commune ont été estimés pour le milieu du siècle (2041-2070) selon différents scénarios d'émission de gaz à effet de serre à partir des nouvelles projections climatiques de référence DRIAS-2020. Ils sont consultables sur un site dédié publié par Météo-France en novembre 2022.

### Milieux naturels et biodiversité

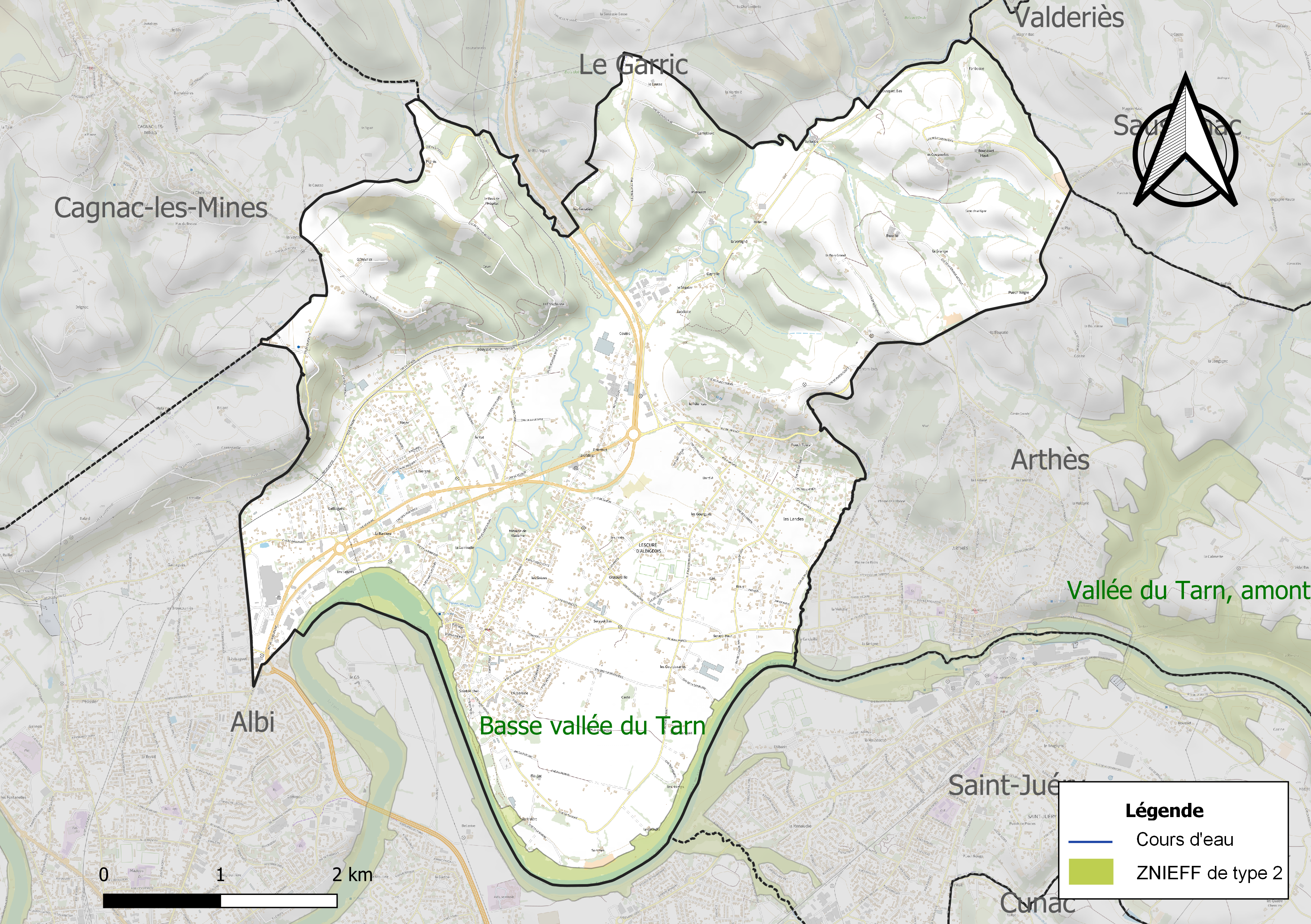
Carte de la ZNIEFF de type 2 localisée sur la commune.

L’inventaire des zones naturelles d'intérêt écologique, faunistique et floristique (ZNIEFF) a pour objectif de réaliser une couverture des zones les plus intéressantes sur le plan écologique, essentiellement dans la perspective d’améliorer la connaissance du patrimoine naturel national et de fournir aux différents décideurs un outil d’aide à la prise en compte de l’environnement dans l’aménagement du territoire.
Une ZNIEFF de type 2 est recensée sur la commune :
la « basse vallée du Tarn » (3 623 ha), couvrant 49 communes dont huit dans la Haute-Garonne, 20 dans le Tarn et 21 dans le Tarn-et-Garonne.

## Urbanisme

### Typologie
Au 1er janvier 2024, Lescure-d'Albigeois est catégorisée ceinture urbaine, selon la nouvelle grille communale de densité à sept niveaux définie par l'Insee en 2022.
Elle appartient à l'unité urbaine d'Albi, une agglomération intra-départementale regroupant neuf  communes, dont elle est une commune de la banlieue,,. Par ailleurs la commune fait partie de l'aire d'attraction d'Albi, dont elle est une commune de la couronne,. Cette aire, qui regroupe 91 communes, est catégorisée dans les aires de 50 000 à moins de 200 000 habitants,.

### Occupation des sols
L'occupation des sols de la commune, telle qu'elle ressort de la base de données européenne d’occupation biophysique des sols Corine Land Cover (CLC), est marquée par l'importance des territoires agricoles (54,5 % en 2018), en diminution par rapport à 1990 (67,7 %). La répartition détaillée en 2018 est la suivante : 
zones agricoles hétérogènes (38,3 %), zones urbanisées (25,8 %), prairies (16,2 %), forêts (14,9 %), eaux continentales (2,7 %), espaces verts artificialisés, non agricoles (2,1 %). L'évolution de l’occupation des sols de la commune et de ses infrastructures peut être observée sur les différentes représentations cartographiques du territoire : la carte de Cassini (XVIIIe siècle), la carte d'état-major (1820-1866) et les cartes ou photos aériennes de l'IGN pour la période actuelle (1950 à aujourd'hui).

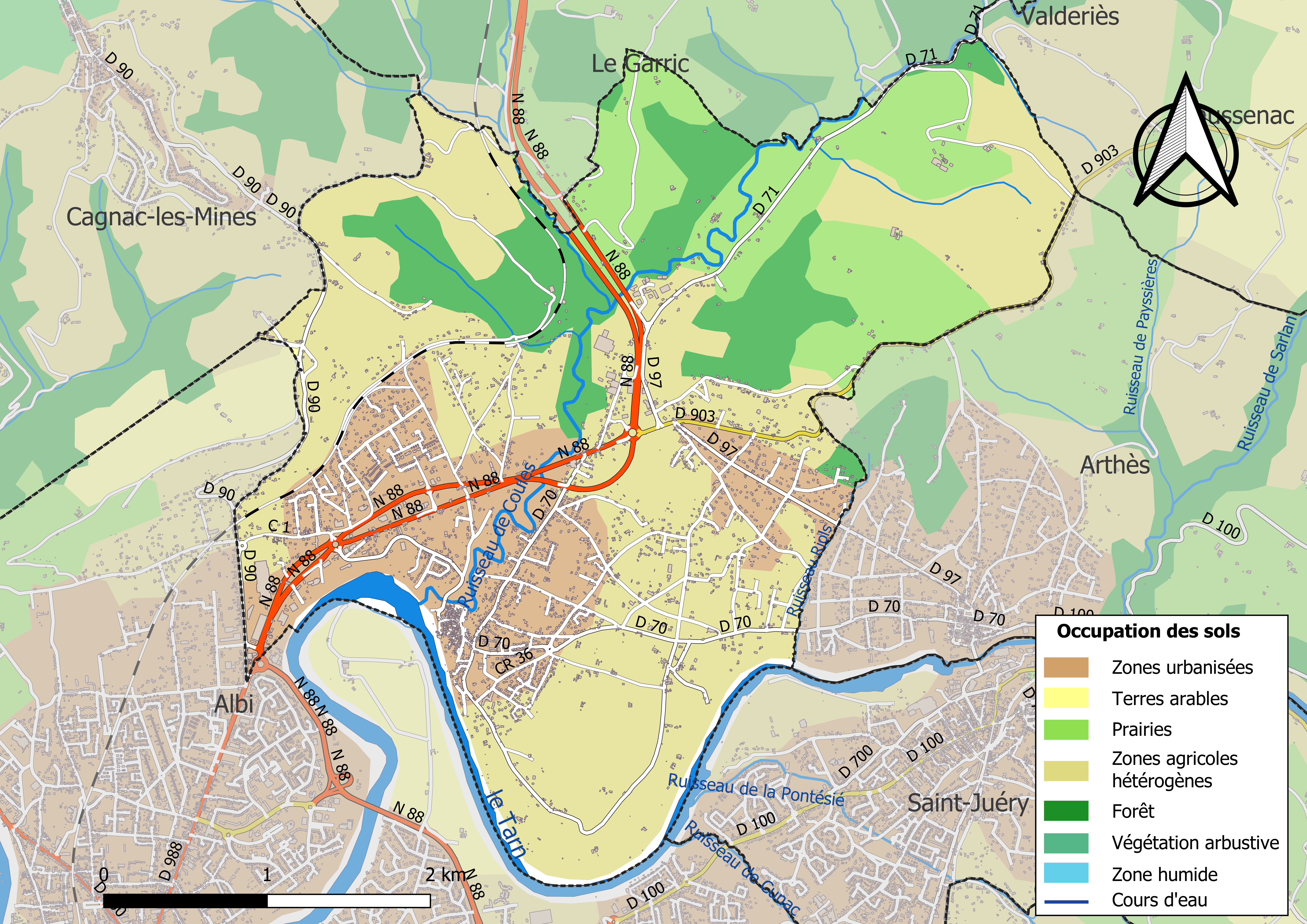
Carte des infrastructures et de l'occupation des sols de la commune en 2018 (CLC).

### Risques majeurs
Le territoire de la commune de Lescure-d'Albigeois est vulnérable à différents aléas naturels : météorologiques (tempête, orage, neige, grand froid, canicule ou sécheresse), inondations, feux de forêts, mouvements de terrains et séisme (sismicité très faible). Il est également exposé à un risque technologique, le transport de matières dangereuses, et à un risque particulier : le risque de radon. Un site publié par le BRGM permet d'évaluer simplement et rapidement les risques d'un bien localisé soit par son adresse soit par le numéro de sa parcelle.

#### Risques naturels
Certaines parties du territoire communal sont susceptibles d’être affectées par le risque d’inondation par débordement de cours d'eau, notamment le Tarn et le ruisseau de Coules. La cartographie des zones inondables en ex-Midi-Pyrénées réalisée dans le cadre du XIe Contrat de plan État-région, visant à informer les citoyens et les décideurs sur le risque d’inondation, est accessible sur le site de la DREAL Occitanie. La commune a été reconnue en état de catastrophe naturelle au titre des dommages causés par les inondations et coulées de boue survenues en 1982, 1992, 1994, 1996, 2000, 2003 et 2014,.
Lescure-d'Albigeois est exposée au risque de feu de forêt du fait de la présence sur son territoire. En 2022, il n'existe pas de Plan de Prévention des Risques incendie de forêt (PPRif). Le débroussaillement aux abords des maisons constitue l’une des meilleures protections pour les particuliers contre le feu,.

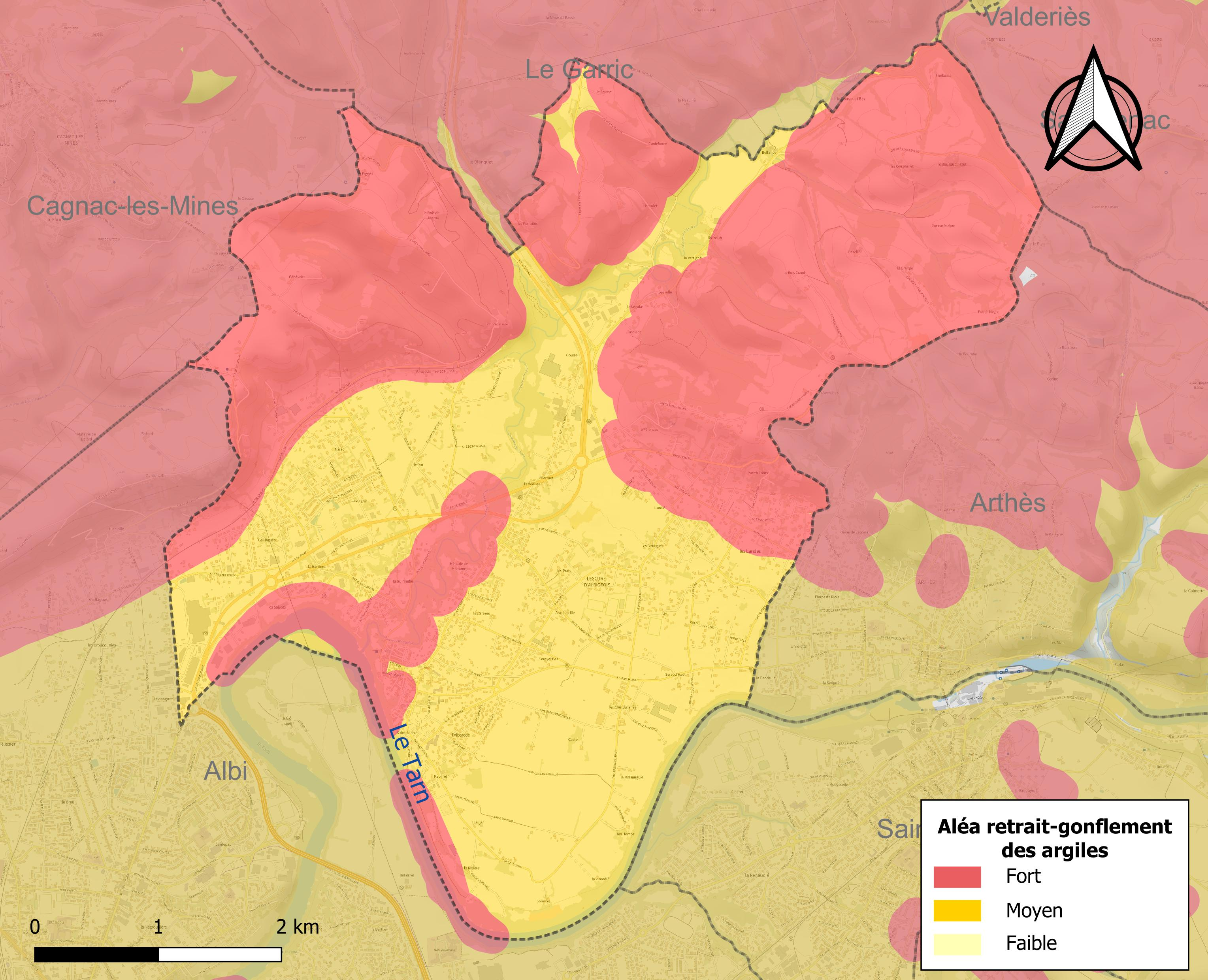
Carte des zones d'aléa retrait-gonflement des sols argileux de Lescure-d'Albigeois.

La commune est vulnérable au risque de mouvements de terrains constitué principalement du retrait-gonflement des sols argileux. Cet aléa est susceptible d'engendrer des dommages importants aux bâtiments en cas d’alternance de périodes de sécheresse et de pluie. La totalité de la commune est en aléa moyen ou fort (76,3 % au niveau départemental et 48,5 % au niveau national). Sur les 1 981 bâtiments dénombrés sur la commune en 2019, 1 981 sont en aléa moyen ou fort, soit 100 %, à comparer aux 90 % au niveau départemental et 54 % au niveau national. Une cartographie de l'exposition du territoire national au retrait gonflement des sols argileux est disponible sur le site du BRGM,.
Par ailleurs, afin de mieux appréhender le risque d’affaissement de terrain, l'inventaire national des cavités souterraines permet de localiser celles situées sur la commune.
Concernant les mouvements de terrains, la commune a été reconnue en état de catastrophe naturelle au titre des dommages causés par la sécheresse en 1995, 2003, 2010, 2011, 2013, 2016, 2019 et 2020, par des mouvements de terrain en 2009 et par des glissements de terrain en 1992.

#### Risques technologiques
Le risque de transport de matières dangereuses sur la commune est lié à sa traversée par des infrastructures routières ou ferroviaires importantes ou la présence d'une canalisation de transport d'hydrocarbures. Un accident se produisant sur de telles infrastructures est susceptible d’avoir des effets graves sur les biens, les personnes ou l'environnement, selon la nature du matériau transporté. Des dispositions d’urbanisme peuvent être préconisées en conséquence.

#### Risque particulier
Dans plusieurs parties du territoire national, le radon, accumulé dans certains logements ou autres locaux, peut constituer une source significative d’exposition de la population aux rayonnements ionisants. Certaines communes du département sont concernées par le risque radon à un niveau plus ou moins élevé. Selon la classification de 2018, la commune de Lescure-d'Albigeois est classée en zone 3, à savoir zone à potentiel radon significatif.

## Toponymie
Lescure-d'Albigeois est attesté sous les formes Scura (« écurie » en occitan) en 1062 et Lascura en 1110.
De l'occitan escura, précédé de l'article défini la > l’ par aphérèse de -a qui s'est agglutiné. Le terme occitan est issu du germanique skûr « grange ». Homonymie avec différents Lescure  et Escures.

## Histoire
Le village de Lescure-d'Albigeois s’est développé autour d’un castrum alors sur la rive droite du Tarn.
Le premier document mentionnant le nom de "Lescure" pour désigner ce lieu date de 1012 et le château féodal appartenait alors au roi Robert II avant d'en faire don à son ancien précepteur, le moine Gerbert d'Aurillac (connu sous le nom de Sylvestre II quand il devient pape en 999). Ce fort devient alors un "fief pontifical" dépendant du Saint-Siège.
Ce château féodal, situé aux portes d’Albi, occupe alors une position stratégique importante. En 1229, il a été reconstruit une première fois après la croisade contre les Albigeois. Le château a été une nouvelle fois détruit durant la guerre de Cent ans puis reconstruit par un seigneur du nom de "Pierre III" au XVe siècle. Cependant, ce fort est encore une fois détruit lors des guerres de religion et reconstruit à la fin du XVIe siècle. Par la suite, Lescure est dirigée par des seigneurs catholiques qui combattent les protestants de la région. Les seigneur de Lescure ont détenu le titre de baron jusqu’au XVIIe siècle.
Au XIXe siècle, la commune de Lescure s'étendait sur une superficie plus importante qu’aujourd’hui. En effet, en 1852, la commune a perdu une partie des terres situées au sud-ouest (les hameaux de la Fabrié, Rustan, Vergogne, la Garrigue, les Jonquières, Mascle…) au profit de la commune de Valdériès. Par la suite, les paroisses de Sainte-Martiane et de Pouzounac sont attribuées à la commune du Garric créée en 1870.
Le 30 mai 1941, un décret nomme la commune « Lescure d’Albigeois » à la suite des demandes des habitants considérant qu’il existait plusieurs communes ayant la même dénomination.
En 1973, la commune est rattachée au canton d’Albi-nord et depuis 1984 au canton d’Albi nord-est.
En 2003, Lescure-d'Albigeois rejoint la communauté d’agglomération de l'Albigeois.

## Politique et administration

### Administration municipale
Le nombre d'habitants au recensement de 2011 étant compris entre 3 500 habitants et 4 999 habitants au dernier recensement, le nombre de membres du conseil municipal est de vingt sept,.

### Liste des maires
| Période                                  | Période   | Identité           | Étiquette | Qualité |
| ---------------------------------------- | --------- | ------------------ | --------- | --- |
| mars 1959                                | mars 1965 | Henri Mahuziès     |           | |
| mars 1965                                | mars 1977 | Roger Escaffre     |           | |
| mars 1977                                | mars 1983 | Moïse David        | UG        | Employé |
| mars 1983                                | mars 2001 | Robert Étienne     | PS        | |
| mars 2001                                | mars 2014 | Claude Julien      | PS        | Inspecteur de police retraité |
| mars 2014                                | juin 2020 | Francis Salabert   | DVD       | Retraité de la fonction publique Vice-président du Grand Albigeois (2014 → 2020)                                                                                     |
| juin 2020                                | En cours  | Élisabeth Claverie | PS-DVG    | Professeure d'histoire, présidente de Tarn Habitat jusqu'en 2021Conseillère départementale du canton d'Albi-4 (2015 → ) Vice-présidente du Grand Albigeois (2020 → ) |
| Les données manquantes sont à compléter. |           |                    |           | |

## Population et société

### Démographie
| 1793  | 1800  | 1806  | 1821  | 1831  | 1836  | 1841  | 1846  | 1851  |
| ----- | ----- | ----- | ----- | ----- | ----- | ----- | ----- | ----- |
| 1 500 | 1 400 | 1 644 | 1 880 | 1 981 | 2 070 | 2 081 | 2 026 | 2 182 |

| 1856  | 1861  | 1866  | 1872  | 1876  | 1881  | 1886  | 1891  | 1896  |
| ----- | ----- | ----- | ----- | ----- | ----- | ----- | ----- | ----- |
| 2 022 | 2 099 | 2 019 | 1 163 | 1 155 | 1 127 | 1 151 | 1 180 | 1 251 |

| 1901  | 1906  | 1911  | 1921  | 1926  | 1931  | 1936  | 1946  | 1954  |
| ----- | ----- | ----- | ----- | ----- | ----- | ----- | ----- | ----- |
| 1 411 | 1 542 | 1 318 | 1 326 | 1 464 | 1 482 | 1 427 | 1 486 | 1 794 |

| 1962  | 1968  | 1975  | 1982  | 1990  | 1999  | 2005  | 2006  | 2010  |
| ----- | ----- | ----- | ----- | ----- | ----- | ----- | ----- | ----- |
| 2 123 | 2 440 | 2 810 | 2 840 | 3 229 | 3 660 | 3 896 | 3 933 | 4 186 |

| 2015  | 2020  | 2022  | - | - | - | - | - | - |
| ----- | ----- | ----- | - | - | - | - | - | - |
| 4 509 | 4 577 | 4 585 | - | - | - | - | - | - |

| selon la population municipale des années : | 1968 | 1975 | 1982 | 1990 | 1999 | 2006 | 2009 | 2013 |
| Rang de la commune dans le département      | 21   | 20   | 18   | 15   | 14   | 14   | 14   | 13   |
| Nombre de communes du département           | 326  | 324  | 324  | 324  | 324  | 323  | 323  | 323  |

La commune de Lescure voit sa superficie diminuer fortement au XIXe ce qui explique la baisse de la population. D'abord en 1852, une partie est attribuée à Valdériès, puis en 1870 la commune du Garric est fondée en prenant les paroisses de Sainte-Martiane et de Pouzounac et enfin la commune de Cagnac reçoit également une partie du territoire lescurien (source ADT).

### Enseignement
Saint-Juéry fait partie de l'académie de Toulouse.
La commune possède une école maternelle (Pauline Kergomard) et une école élémentaire 'George Sand).

### Santé
Médecins, dentiste, infirmiers, kinésithérapeutes, pharmacie.

### Culture et festivités
Comité des fêtes,

### Activités sportives
Racing Club Lescure-Arthès XIII, club de rugby à XIII championnat de France de rugby à XIII de 2e division 2014-2015.

### Écologie et recyclage
La collecte et le traitement des déchets des ménages et des déchets assimilés ainsi que la protection et la mise en valeur de l'environnement se font dans le cadre de la communauté d'agglomération de l'Albigeois.

## Économie

### Revenus
En 2018, la commune compte 1 938 ménages fiscaux, regroupant 4 454 personnes. La médiane du revenu disponible par unité de consommation est de 21 370 € (20 400 € dans le département). 49 % des ménages fiscaux sont imposés (42,8 % dans le département).

### Emploi
|                | 2008  | 2013  | 2018  |
| -------------- | ----- | ----- | ----- |
| Commune        | 6,7 % | 9,9 % | 7,4 % |
| Département    | 8,2 % | 9,9 % | 10 %  |
| France entière | 8,3 % | 10 %  | 10 %  |

En 2018, la population âgée de 15 à 64 ans s'élève à 2 579 personnes, parmi lesquelles on compte 77 % d'actifs (69,6 % ayant un emploi et 7,4 % de chômeurs) et 23 % d'inactifs,. Depuis 2008, le taux de chômage communal (au sens du recensement) des 15-64 ans est inférieur à celui de la France et du département.
La commune fait partie de la couronne de l'aire d'attraction d'Albi, du fait qu'au moins 15 % des actifs travaillent dans le pôle,. Elle compte 1 145 emplois en 2018, contre 1 146 en 2013 et 1 080 en 2008. Le nombre d'actifs ayant un emploi résidant dans la commune est de 1 831, soit un indicateur de concentration d'emploi de 62,6 % et un taux d'activité parmi les 15 ans ou plus de 53,6 %.
Sur ces 1 831 actifs de 15 ans ou plus ayant un emploi, 348 travaillent dans la commune, soit 19 % des habitants. Pour se rendre au travail, 91,5 % des habitants utilisent un véhicule personnel ou de fonction à quatre roues, 1,4 % les transports en commun, 3,5 % s'y rendent en deux-roues, à vélo ou à pied et 3,5 % n'ont pas besoin de transport (travail au domicile).

### Activités hors agriculture

#### Secteurs d'activités
339 établissements sont implantés  à Lescure-d'Albigeois au 31 décembre 2019. Le tableau ci-dessous en détaille le nombre par secteur d'activité et compare les ratios avec ceux du département,.
| Secteur d'activité                                                                                        | Commune | Commune | Département |
| Secteur d'activité                                                                                        | Nombre  | %       | %           |
| --- | ------- | ------- | ----------- |
| Ensemble                                                                                                  | 339     | 100 %   | (100 %)     |
| Industrie manufacturière, industries extractives et autres                                                | 34      | 10 %    | (13 %)      |
| Construction                                                                                              | 64      | 18,9 %  | (12,5 %)    |
| Commerce de gros et de détail, transports, hébergement et restauration                                    | 119     | 35,1 %  | (26,7 %)    |
| Information et communication                                                                              | 6       | 1,8 %   | (2,1 %)     |
| Activités financières et d'assurance                                                                      | 5       | 1,5 %   | (3,3 %)     |
| Activités immobilières                                                                                    | 19      | 5,6 %   | (4,2 %)     |
| Activités spécialisées, scientifiques et techniques et activités de services administratifs et de soutien | 36      | 10,6 %  | (13,8 %)    |
| Administration publique, enseignement, santé humaine et action sociale                                    | 30      | 8,8 %   | (15,5 %)    |
| Autres activités de services                                                                              | 26      | 7,7 %   | (9 %)       |

Le secteur du commerce de gros et de détail, des transports, de l'hébergement et de la restauration est prépondérant sur la commune puisqu'il représente 35,1 % du nombre total d'établissements de la commune (119 sur les 339 entreprises implantées  à Lescure-d'Albigeois), contre 26,7 % au niveau départemental.

#### Entreprises et commerces
Les cinq entreprises ayant leur siège social sur le territoire communal qui génèrent le plus de chiffre d'affaires en 2020 sont : 
- SADAM, hypermarchés (72 843 k€)
- SN Diffusion, commerce de voitures et de véhicules automobiles légers (69 379 k€)
- SA Établissements Marlaud, commerce de voitures et de véhicules automobiles légers (19 138 k€)
- Auto Services Albi, commerce de voitures et de véhicules automobiles légers (12 512 k€)
- Alienor Aquitaine Auto, commerce de voitures et de véhicules automobiles légers (10 448 k€)

### Agriculture
La commune est dans la « plaine de l'Albigeois et du Castrais », une petite région agricole occupant le centre du département du Tarn. En 2020, l'orientation technico-économique de l'agriculture  sur la commune est la polyculture et/ou le polyélevage.
|               | 1988 | 2000 | 2010 | 2020 |
| ------------- | ---- | ---- | ---- | ---- |
| Exploitations | 60   | 29   | 17   | 19   |
| SAU (ha)      | 444  | 354  | 281  | 327  |

Le nombre d'exploitations agricoles en activité et ayant leur siège dans la commune est passé de 60 lors du recensement agricole de 1988  à 29 en 2000 puis à 17 en 2010 et enfin à 19 en 2020, soit une baisse de 68 % en 32 ans. Le même mouvement est observé à l'échelle du département qui a perdu pendant cette période 58 % de ses exploitations,. La surface agricole utilisée sur la commune a également diminué, passant de 444 ha en 1988 à 327 ha en 2020. Parallèlement la surface agricole utilisée moyenne par exploitation a augmenté, passant de 7 à 17 ha.

## Culture locale et patrimoine

### Lieux et monuments

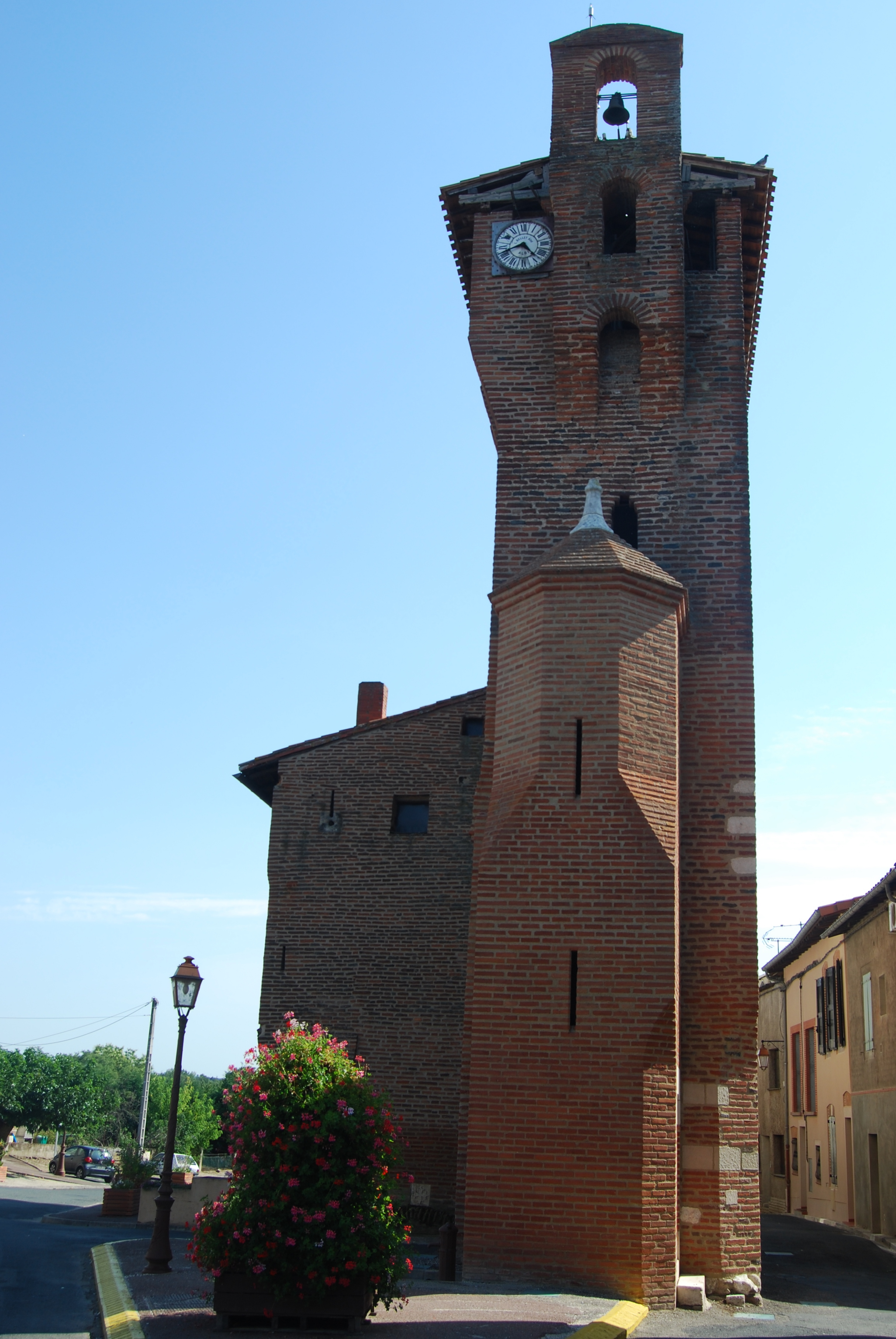
Tour de l'Horloge.

- Église Saint-Michel de Lescure-d'Albigeois fondée au XIIIe siècle par les bénédictins de Gaillac. L'édifice a été classé au titre des monuments historiques en 1883[50].
- Église Notre-Dame-de-la-Drèche.
- Église Saint-Pierre de Lescure-d'Albigeois.
- Tour de l'Horloge (porte de la ville) faisant partie des remparts de Lescure, aujourd'hui détruits.

### Personnalités liées à la commune
- Jean-François Salgues de Valdéries de Lescure
- Aimé Bergeal, né à Lescure-d'Albigeois.
- Thierry Carcenac, né à Lescure-d'Albigeois.
- Henri Crouzet décédé dans la commune.

### Héraldique
| Lescure-d'Albigeois | Son blasonnement est : Écartelé d'or au lion d'azur, et d'azur au lion d'or. |